# Preston, Georgia
Preston är administrativ huvudort i Webster County i Georgia. Orten fick sitt namn efter politikern William C. Preston. Preston hade 453 invånare enligt 2000 års folkräkning. Efter kommunsammanslagningen år 2009 är Preston och Weston inte längre självständiga kommuner. De är kommunfria områden underställda countyts administration som är kvar i Preston.